# Château de Cerlier
Le château de Cerlier (allemand : Schloss Erlach) est un château situé à Cerlier dans le canton de Berne en Suisse. Il est listé comme bien culturel d'importance nationale.

## Histoire
Le château est construit vers 1090-1100 par Bourcard de Fenis, évêque de Bâle. Les comtes de Nidau deviennent propriétaires du château et de la ville de Cerlier en 1224. Pierre II de Savoie amène les comtes et leur château sous l'autorité féodale de la maison de Savoie en 1265. Pierre II nomme un châtelain pour occuper le château et gérer les terres. Les châtelains tirent leur nom du château et de la ville et deviennent connus sous le nom de famille d'Erlach. Plusieurs commandants célèbres seront issus de cette famille, dont Rodolphe d'Erlach (1299-1360), victorieux lors de la guerre de Laupen. Les d'Erlach deviennent bourgeois de la ville de Berne vers 1300. Après la mort d'Isabelle de Neuchâtel, veuve du dernier comte de Nidau, Cerlier est géré directement par la maison de Savoie en 1395. Ils inféodèrent la ville à la maison bourguignonne de Chalon en 1407.
La ville est conquise par les troupes bernoises pendant les guerres de Bourgogne en 1474 et reste sous le contrôle de la ville de Berne. Le premier bailli du nouveau bailliage de Cerlier est Rodolphe d'Erlach qui a été châtelain pour la famille de Chalon.
Le château est listé comme bien culturel d'importance nationale.